# Birka
Birka – średniowieczne miasto, faktoria handlowa wikingów położone na terenie dzisiejszej Szwecji, na wyspie Björkö we wschodniej części jeziora Melar, na zachód od Sztokholmu. Osada zajmowała ok. 12 ha powierzchni i była obwiedziona od strony lądu kamiennym murem. Obok, na skalistym wyniesieniu, znajdował się obronny gródek, którego początki sięgały V wieku – okresu wędrówek ludów. Rozwijało się od początku IX wieku do 970. W IX-X wieku główny ośrodek handlowy Północnej Europy, rozległe kontakty handlowe obejmowały między innymi Fryzję, Saksonię, Bizancjum, Persję a nawet Chiny. Już w IX wieku bito w Birce własną monetę, naśladując monety angielskie i karolińskie. Po zniszczeniu miasta, uchodźcy z Birka założyli istniejące do dziś Sigtuna.
Wykopaliska (fragmenty miasta z wałem, pozostałości grodu otoczonego od strony lądu kamiennym murem wzmocnionym drewnianą palisadą, ponad 2000 kurhanów z dobrze wyposażonymi grobami) wpisane są na listę światowego dziedzictwa kulturalnego i przyrodniczego UNESCO.
Birka odgrywa wielką rolę w badaniach nad kulturą wikingów.